# اليوسفية (المالكية)
اليوسفية قرية سورية تتبع ناحية المعبدة في منطقة المالكية التابعة لمحافظة الحسكة.  تقع على بعد 30 كم جنوب غرب مدينة المالكية و23 كم جنوب الحدود التركية و16 كم تقريبا عن نقطة الحدود العراقية (عند معبر اليعربية الحدودي). تقع جنوب حقول النفط في الرميلان. توجد في أراضيها بئران نفطيان ويمر منها وادي الرميلان.